# Каракемер (Уилский район)
Каракемер (каз. Қаракемер) — село в Уилском районе Актюбинской области Казахстана. Входит в состав Уилского сельского округа. Код КАТО — 155230400.

## Население
В 1999 году население села составляло 212 человек (104 мужчины и 108 женщин). По данным переписи 2009 года, в селе проживал 631 человек (317 мужчин и 314 женщин).